# Hannah Wang
Hannah Wang (Sydney, 18 aprile 1989) è un'attrice australiana di origine cinese.
Conosciuta principalmente per aver interpretato Kendra 'Kenny' Tan nella serie tv The Sleepover Club.

## Filmografia
- Dr. Jekyll and Mr. Hyde (2000)
- The Sleepover Club (Prima serie) (2003) - 26 episodi